# 薛梅
薛梅現時是加拿大大多倫多地區華語電台星島A1中文電台的節目主持人，目前是早上音樂節目《薛聽音樂》的主持。她曾於2008年至2009年在香港商業電台的雷霆881擔任《薛聽音樂》、《超級玩具迷》、《一切從音樂開始》等節目的主持；亦曾於加拿大中文電台任職。
如同其他在加拿大華語電台、電視台節目主持人一樣，薛梅亦經常為當地華裔社群的活動擔任司儀，例如：超級新星全能藝人選拔賽、孟嘗會的電台籌款日等。
在商台時，薛梅亦曾客串經典廣播劇《18樓C座》。她的父親亦是香港的資深電台節目主持。

## 曾主持節目
- 《開心三口組》（星島A1，逢星期一至五，下午1:30-3:00）
- 《三個女人七個𡃁》（星島A1，逢星期六，下午2:00-3:00）
- 《薛聽音樂》（星島A1）
- 《哥哥妹妹午餐會》（星島A1）
- 《薛聽音樂》（雷霆881）
- 《超級玩具迷》（雷霆881）
- 《一切從音樂開始》（雷霆881）

## 薛聽音樂
自從薛梅開始其電台節目主持生涯，其節目一直都保持「薛聽音樂」這個名稱。根據她在康翠瑩的訪問提及，這個名字是當時她在商台的前輩泰山所改，而她亦很喜歡這個名稱，所以在往後的主持生涯一直都保持這個節目名稱，即使有一段時間她的音樂時段只縮減至其他節目的一小部分，她依然保留「薛聽音樂」這個名稱。
《薛聽音樂》最早在香港商業電台播出，之後節目調動，變成只能在HKToolbar收聽。薛梅移民多倫多之後，這個節目亦曾於am1430播出。之後薛梅跳槽星島A1中文電台，這個節目亦一同遷往新的電台，改為逢星期日傍晚。該節目將於2021年9月6日起改於星期一至五於上午10時至11時（UTC-4，東岸時間）播出。

## 外部連結
- 官方网站
- 薛梅的Facebook專頁
- 薛梅的Instagram帳戶